# Marshalløerne ved sommer-OL 2008
Marshalløerne deltog ved Sommer-OL 2008 i Beijing som blev arrangeret i perioden 8. august til 24. august 2008.

## Medaljer
| 2008 Beijing  | Guld | Sølv | Bronze | Total |
| Marshalløerne | 0    | 0    | 0      | 0     |